# Oikos (Chipre)

Oikos (en griego: Οικος) es un pueblo en el Distrito de Nicosia de Chipre.